# Fudzsigaja Jószuke
Fudzsigaja Jószuke (Sizuoka, 1981. február 13. –) japán válogatott labdarúgó.

## Nemzeti válogatott
A japán U20-as válogatott tagjaként részt vett a 2001-es ifjúsági labdarúgó-világbajnokságon.